# Modes et Travaux
Le magazine féminin mensuel Modes&Travaux, publié par Reworld Media, est créé le 15 novembre 1919 par l’éditeur Édouard Boucherit.

## Historique
Édouard Boucherit baigne depuis son enfance dans la broderie car sa mère possède une mercerie à Levallois-Perret. Pour promouvoir la boutique et faire partager sa vision de la femme il crée des magazines de broderie comme La Broderie moderne et Modes & Travaux apparu le 15 novembre 1919. Boucherit, devenu éditeur, reprendra en mai 1933 Art Goût Beauté.
Le magazine franchit le cap de deux millions d'exemplaires au début des années 1970. Dans les années 1980, Dominique Roche, est nommée à la direction de Modes&Travaux afin de donner une nouvelle impulsion au magazine concurrencé par Femme actuelle, Femme pratique ou Elle .

## Contenu rédactionnel
Modes&Travaux s'adresse originellement à la femme au foyer chic et parisienne.
Le magazine s’attache à donner des conseils pratiques aux femmes d’aujourd’hui sur les thèmes de la mode, la décoration, la cuisine, la couture, le tricot, les conseils beauté, ou encore le jardinage.
On y trouve aussi de nombreux bons plans de tourisme, de voyages, de forme, de nutrition, et de bien-être.

### Poupée Françoise
En 1951, le magazine consacre une page à des travaux d'aiguilles permettant d'habiller des poupées variées. Très vite, dans le magazine la poupée Françoise rencontre un vif succès. Le but premier est d'attirer un nouveau public. Les jeunes filles ont désormais une raison particulière pour consulter le même magazine que leur mère afin de les imiter dans une de leurs tâches domestiques. Elles peuvent apprendre ou perfectionner la couture ou le tricot pour la poupée.
Les modèles de vêtements suivent la mode enfantine de l'époque et les saisons. Pour l'hiver les manteaux épais succèdent aux jupe plissées de l’automne ou aux robes légères de l'été et aux gilets pour le printemps.
La poupée est réalisée dans du sicoïd produit par la Société Nobel française (SNF) ou bien du novoïd. Ce dernier matériau est du polystyrène imitant la celluloïd, même si la poupée Françoise en celluloïd a également existé. Ses yeux sont en porcelaine et ses cheveux de couleur châtain clair sont coiffés sur une coupe carrée avec une raie de côté. Elle représente une petite fille âgée d'environ 7 ans. Elle est conçue pour que les jeunes filles puissent la vêtir facilement.
En 1960, la poupée Françoise est remplacée par une autre poupée appelée Marie-Françoise. Mais le public ne s'y attache pas. La production s'arrête.
En 1998, Petitcollin relance la poupée Françoise. Cette fois-ci elle est fabriquée dans du chlorure de polyvinyle et porte quelques modifications. Son visage est un peu plus grand bien que facilement reconnaissable par rapport à l'originale. La matière imitant la peau peut être mate ou brillante selon les commandes. Cependant Petitcollin arrête la production en 2011.

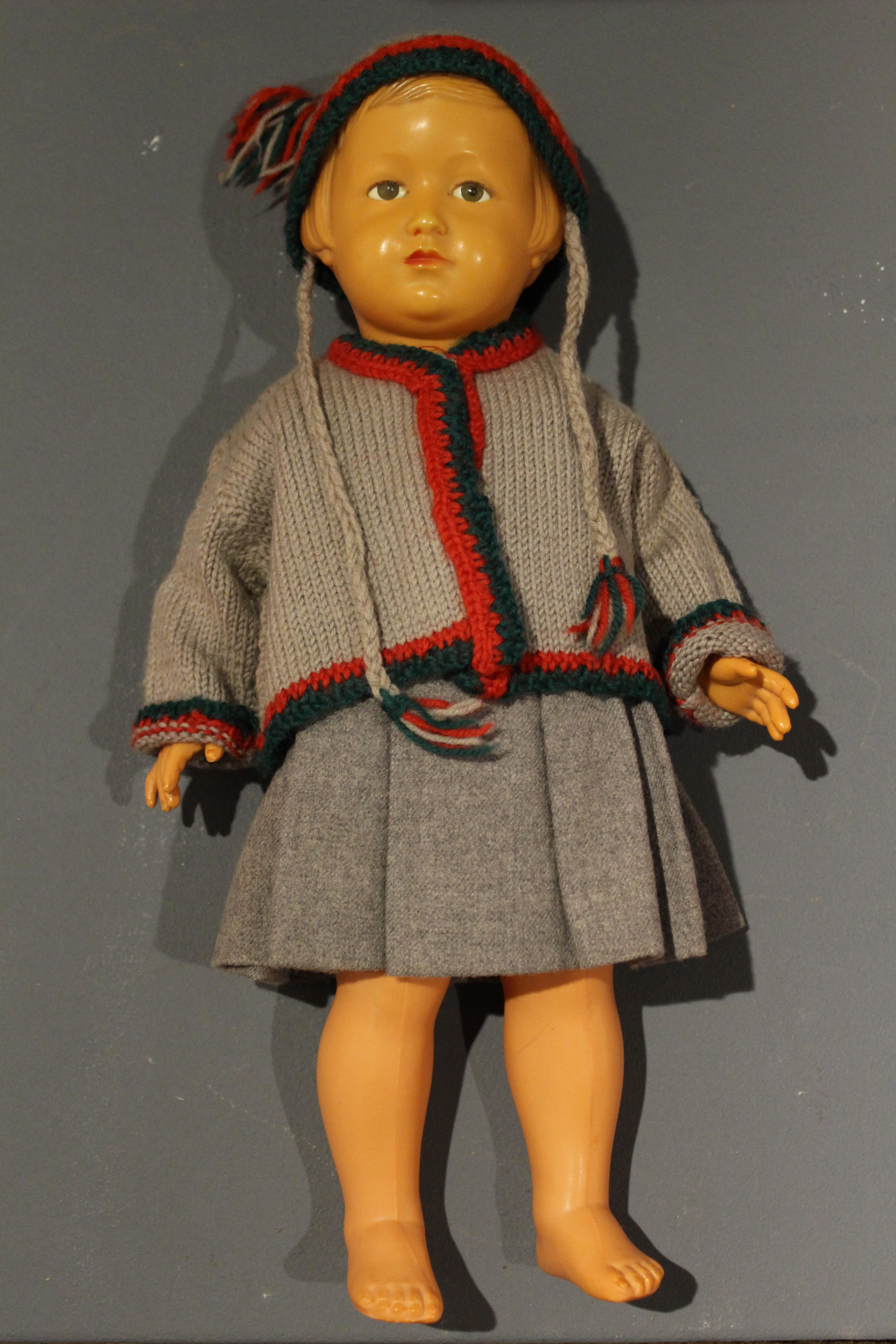
Poupée Françoise.
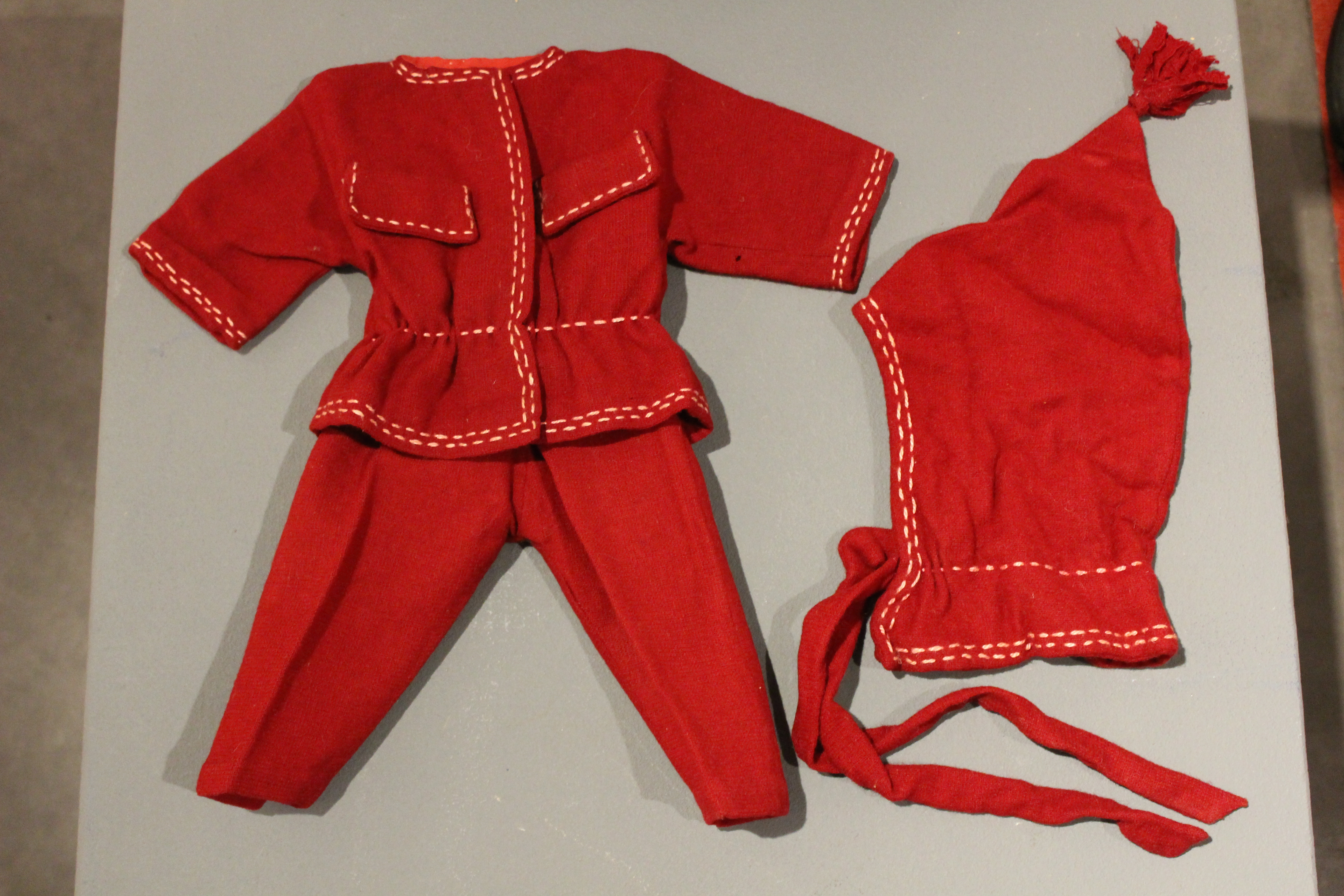
Vêtements pour Françoise.
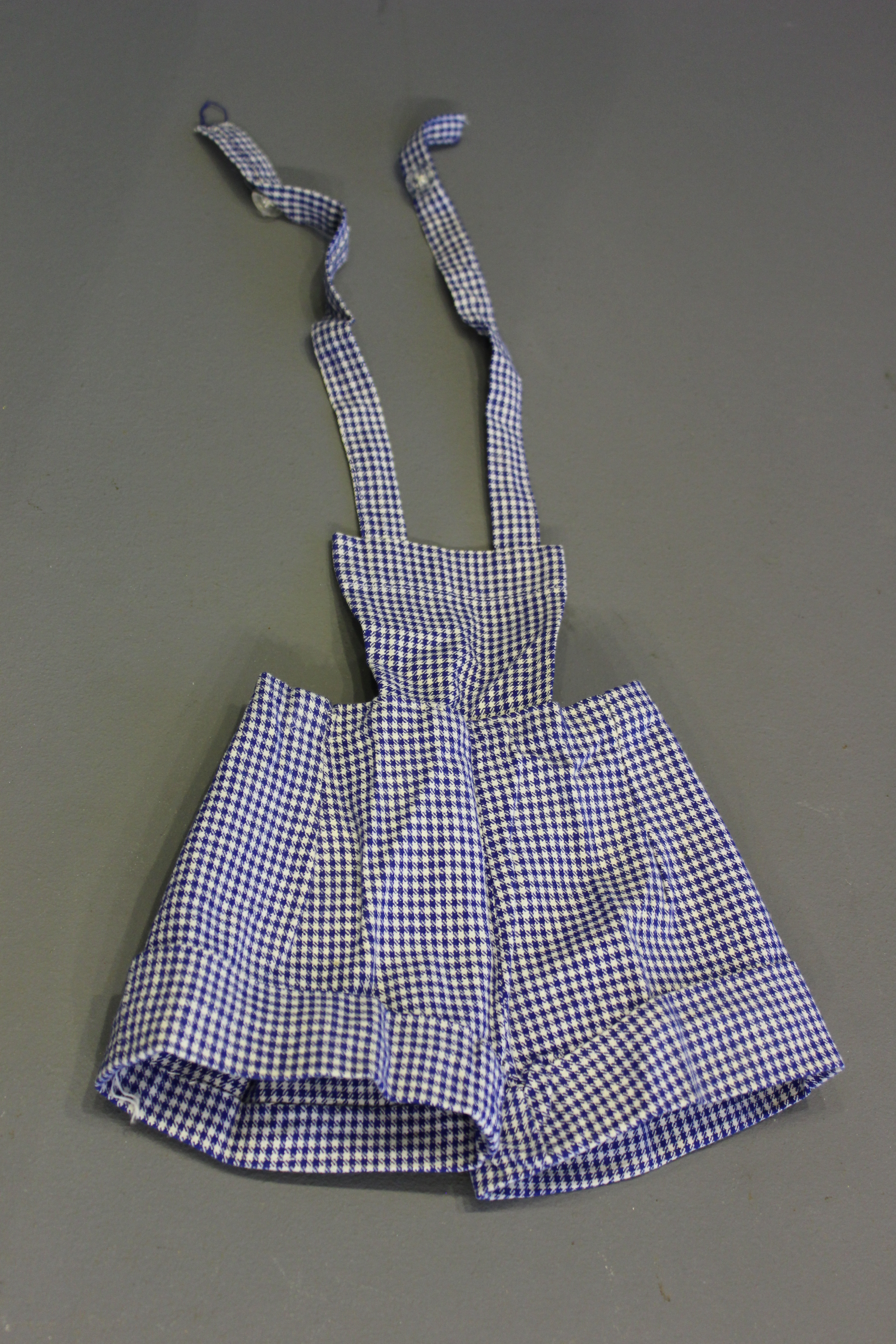
Salopette pour Françoise.
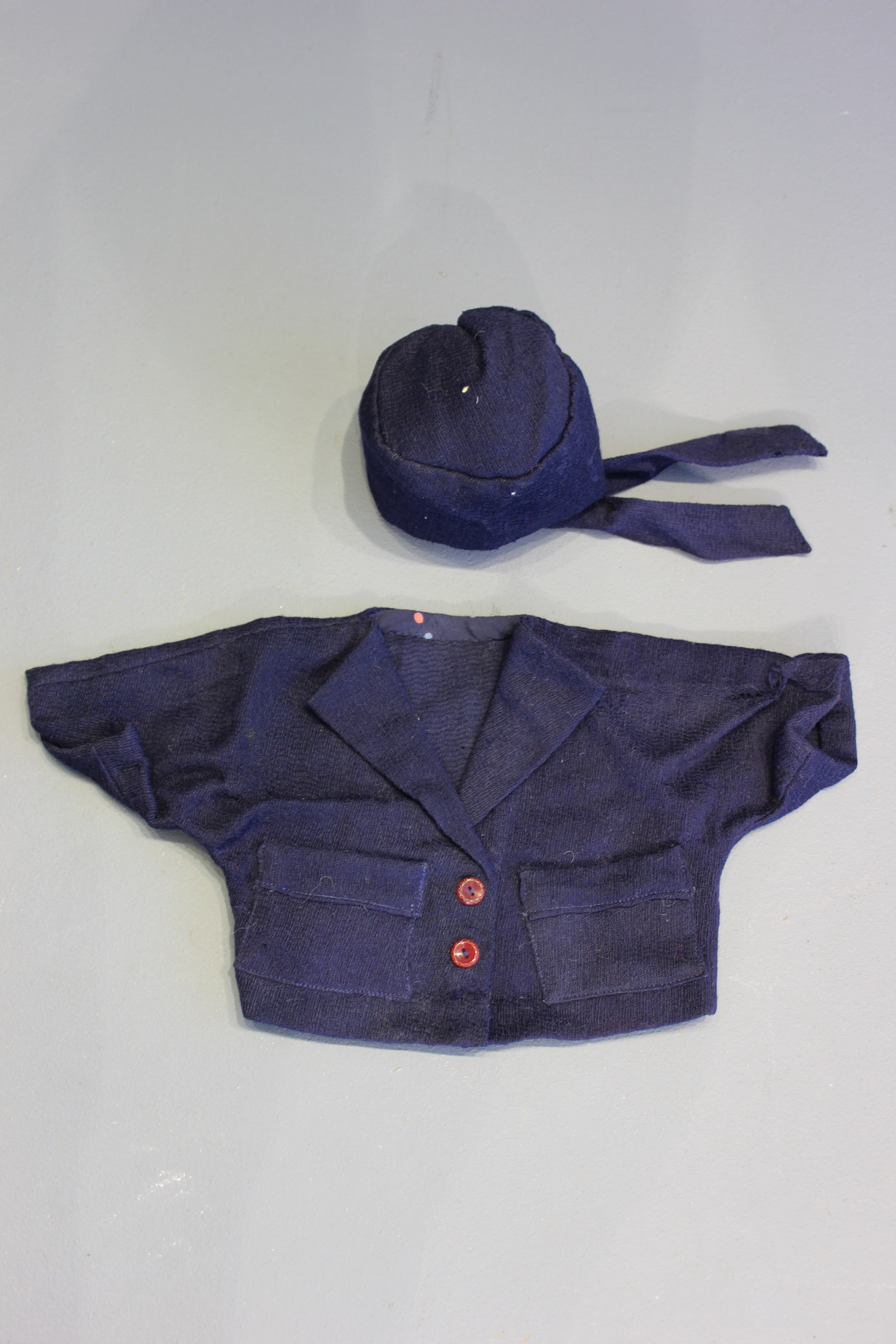
Ensemble pour Françoise.
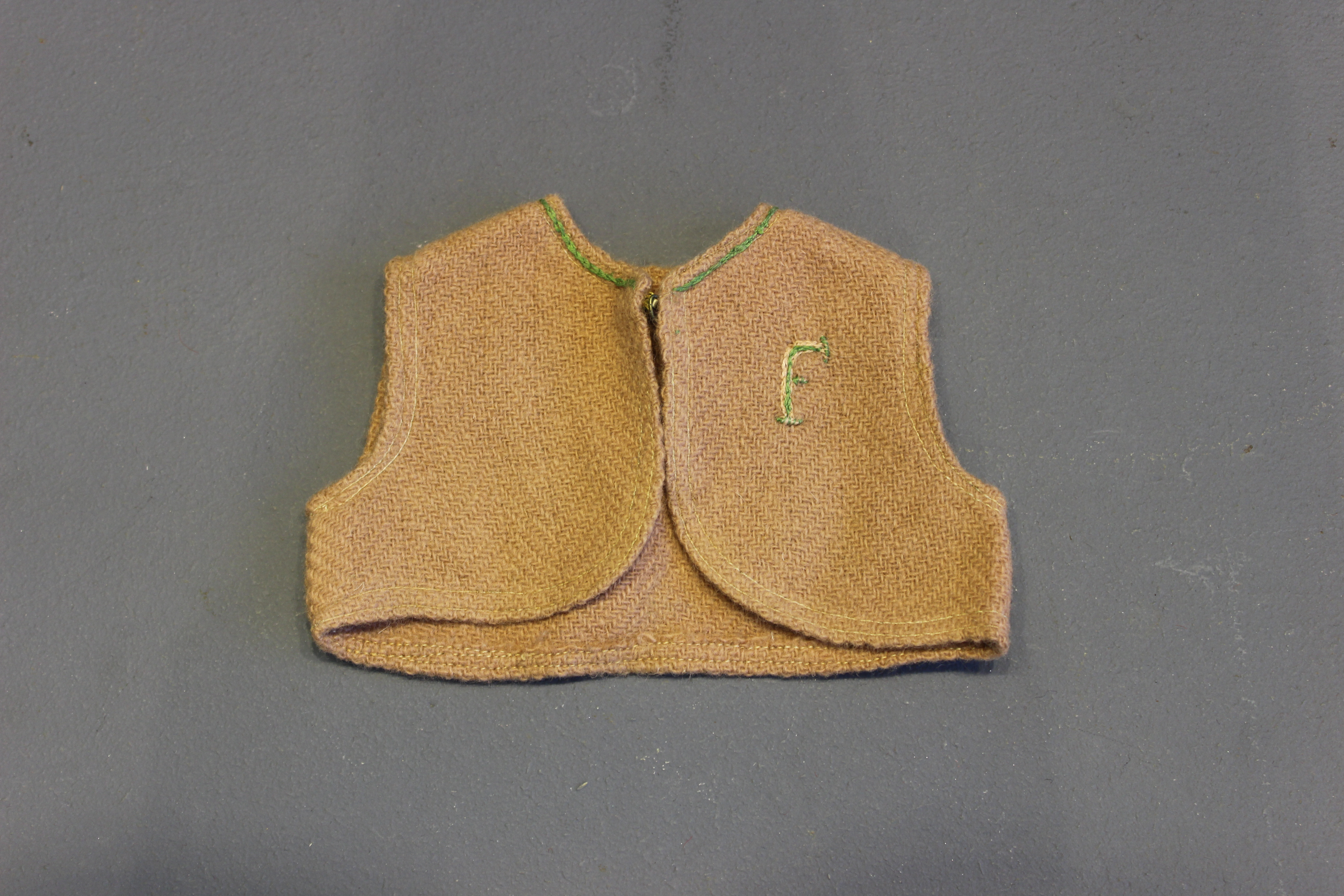
Veston pour Françoise.

## Diffusion
Modes&Travaux est aujourd'hui[Quand ?] le 1er magazine mensuel féminin français en diffusion[réf. nécessaire] selon l’OJD.
En effet, le magazine est en progression, avec une Diffusion France Payée de 444 183 exemplaires pour l'année 2011, soit une progression de 5,92 % par rapport à 2010 et de 19,3 % par rapport à 2009.